# Assunta Marchetti
Maria Assunta Caterina Marchetti (Lombrici di Camaiore, Italia, 15 de agosto de 1871 - São Paulo, 1 de julio de 1948), fue una monja católica que ejerció su apostolado en Brasil, desde 1895 hasta su muerte. La Madre Assunta fue beatificada el 25 de octubre de 2014 en la Catedral de la Sé, en São Paulo.

## Biografía
Nacida en una pequeña aldea italiana, llamada Lombrici di Camaiore, recibió el nombre de Assunta por haber nacido el día en que se celebra la Asunción de Nuestra Señora. Era la tercera hija de Angelo Marchetti y Carola Ghilarducci. En 1894, su hermano, el sacerdote José Marchetti llegó a Brasil por primera vez como capellán de a bordo de un navío junto a un buen número de inmigrantes italianos. En su segundo viaje realizó una experiencia que cambiaría su historia. En efecto, decidió fundar un orfanato para acoger a los hijos de los inmigrantes italianos fallecidos durante el viaje a Brasil. Para ese trabajo buscaba a personas que pudieran acoger, educar y consolar a estos niños. De regreso a Italia invitó a su propia hermana a ser misionera en Brasil. Con la bendición del obispo de Piacenza, Giovanni Batista Scalabrini, Assunta Marchetti viajó hasta Brasil con un primer grupo de 4 religiosas. Durante el viaje ya comenzó su misión al hablar a las jóvenes religiosas sobre las dificultades que encontrarían y planteando en ellas esperanza.  
Llegadas a São Paulo como “Siervas de los Huérfanos y Abandonados en el Exterior” (hoy Congregación de las Hermanas Misioneras de San Carlos Borromeo, Scalabrinianas, asumieron los cuidados de centenares de huérfanos, especialmente los hijos de inmigrantes y de los antiguos esclavos. La joven religiosa no medía esfuerzos en ser madre cariñosa, enfermera y catequista para aquellos pequeños que la Providencia hacía llegar al Orfanato Cristóbal Colón, Ipiranga, São Paulo. Tras la muerte de su hermano, Assunta asumió la dirección del joven Instituto y, con sus hermanas, continuó su labor en el Orfanato. El estilo de vida era simple, servicial y la santidad que expresaban en su misión atrajeron a muchos jóvenes. Así, la Congregación creció y se expandió por Brasil y por el mundo, expresando la caridad evangélica entre los inmigrantes.
Madre Assunta, inmigrante desde el inicio de su vida de religiosa consagrada, continuó su labor por todo Brasil, primero en São Paulo y luego en el Río Grande del Sur. Cuando trabajaba en los hospitales, tenía poco tiempo para el descanso. Sabía prolongar los momentos de oración con el servicio desinteresado a los necesitados. De carácter fuerte, aprendió a dominarse y a tratar a todos, especialmente a los más pequeños, con ternura de madre. Era moderada en el comer, pobre en el vestir, buscando siempre hacer los trabajos más difíciles para beneficiar a las otras religiosas.
Después de una larga vida, 76 años, falleció en São Paulo, en el Orfanato Cristóbal Colón, Vila Prudente, hoy conocido como “Casa Madre Assunta”, el día 1 de julio de 1948.